# 岐阜県立医科大学
岐阜県立医科大学 （ぎふけんりついかだいがく） とは、
1. 1947年 （昭和22年） に大学令により設立された公立の旧制医科大学。1961年3月廃止。
2. 1.を前身校の一つとして1949年に設立された新制岐阜医工科大学 （1950年、岐阜県立大学と改称） が、工学部の国立移管・廃止により1954年に改称した後の名称。1964年4月に国に移管されて岐阜大学医学部となった。

1、2 両者の存続期間は重なっている。本項では、前身の旧制岐阜県立女子医学専門学校を含めて、両者について記述する。工学部が存在していた間の岐阜医工科大学・岐阜県立大学についての詳細は、岐阜県立大学の項を参照。

## 概要
- 第二次世界大戦中に設置された旧制岐阜県立女子医学専門学校が前身。
- 戦後、戦時期に設立された他の公立旧制医学専門学校11校と同時期に旧制大学に昇格し、岐阜県立医科大学となった。
- 学制改革で旧制岐阜県立女子医学専門学校・岐阜県立医科大学予科は、旧制岐阜工業専門学校と共に新制岐阜医工科大学 （1950年に岐阜県立大学と改称） に包括され、その医学部となった （実際の医学部開設は、旧制 1950年4月、新制 1952年4月）。
- 工学部が岐阜大学工学部となって県立大学から廃止されたため、岐阜県立医科大学に復称した。
- 研究費が国立大学に比べて乏しかったことから国への移管運動が起こり、1964年4月に岐阜大学医学部となった。
- 同窓会は 「岐阜大学医学部同窓会」 と称し、旧制・新制合同の会である。

## 沿革

### 前史
- 1875年8月： 岐阜県、岐阜県公立病院・附属医学校を厚見郡今泉村 （現・岐阜市西野町、本願寺岐阜別院） に開設。
  - 初代院長・校長： 土屋寛之。
- 1876年7月： 現在の岐阜市司町に新築・移転。
  - 2004年6月まで後身の岐阜大学医学部附属病院が存在した地。
- 1880年3月： 岐阜県医学校として独立、岐阜県公立病院を岐阜県病院と改称。
- 1882年9月： 岐阜県病院を岐阜県医学校附属病院と改称。
- 1883年9月： 岐阜県医学校、乙種医学校となる。
- 1886年7月： 岐阜県医学校廃止。附属病院を岐阜県病院と改称。
- 1899年10月： 火災で建物焼失。
- 1900年4月： 岐阜県、産婆看護婦養成所を病院内に設置。
  - 1904年4月、一時中止。1907年4月、再開。
- 1900年： 病院内に私設医学講習所 （3年制） 開設 （1903年廃止）[1]。
- 1906年1月： 再び火災。
- 1917年1月： 産婆看護婦養成所を産婆養成所と看護婦養成所とに分割。
- 1920年： 岐阜県病院大改築完成。
- 1922年： 県立医学専門学校 （医専） 設立の動き。医専設立に至らず[1]。
- 1926年5月： 山口新平 （のちの女子医専校長）、岐阜県病院長に就任。

### 旧制岐阜県立女子医学専門学校時代
- 1943年12月8日： 専門学校令により岐阜県立女子医学専門学校設立認可。
- 1944年4月： 開校。
  - 岐阜県病院を岐阜県立女子医学専門学校附属病院と改称。
- 1945年2月： 岐阜市本郷町に校舎新築・移転。
- 1945年7月： 空襲で校舎焼失。
  - 附属病院も外来本館 （1931年9月改築） 以外焼失。
- 1945年10月： 岐阜市北野町に校舎新築開始。附属病院復旧開始。
- 1946年： 5月、附属病院第1期復旧工事完成。7月、第2期完成。
- 1947年2月： 北野町新校舎竣工・移転。

### 旧制岐阜県立医科大学時代
- 1947年6月18日： 大学令により岐阜県立医科大学設立認可。予科を開設。
  - 予科は修業年限3年。
- 1947年7月： 岐阜県産婆養成所・岐阜県看護婦養成所を廃止。

### 岐阜医工科大学時代
※ 工学部の詳細については、岐阜県立大学を参照。
- 1949年2月21日： 新制岐阜医工科大学設置認可 （文部省告示第42号）。 
  - 旧制岐阜県立女子医学専門学校・岐阜県立医科大学予科・岐阜工業専門学校を包括 （実際の包括は 12月）。
- 1949年4月： 岐阜医工科大学開学 （当初は工学部のみ開設）。
  - 附属病院を岐阜医工科大学岐阜県立女子医学専門学校附属病院と改称。

### 岐阜県立大学時代
※ 工学部の詳細については、岐阜県立大学を参照。
- 1950年3月： 旧制岐阜県立医科大学 学部 （修業年限4年） 設置認可。
  - 新制岐阜医工科大学を岐阜県立大学と改称。
  - 附属病院を岐阜県立大学医学部附属病院と改称。
- 1950年4月： 旧制岐阜県立医科大学、学部開設。
  - 附属病院に乙種看護婦養成所を設置 （「指定」[2] は1951年8月）。
- 1951年3月： 岐阜県立大学岐阜県立女子医学専門学校 （旧制）・岐阜県立大学岐阜県立医科大学予科 （旧制）、廃止。
- 1952年2月： 北野町校舎第2棟焼失。
- 1952年2月20日： 新制岐阜県立大学医学部 （修業年限4年） 設置認可。
- 1952年4月： 岐阜県立大学医学部開設。
  - 工学部は国に移管され、岐阜大学工学部開設。
- 1953年3月： 附属病院乙種看護婦養成所廃止。
- 1953年4月： 附属病院准看護婦養成所を設置。指定は 28日。
- 1953年5月： 岐阜県立高等看護学院開設 （9月、運営は県立大学に委任。1954年10月指定）。
- 1954年3月： 工学部、移管完了し廃止。医学部だけとなり、文部省に 「岐阜県立医科大学」 への改称を申請。

### 新制岐阜県立医科大学時代
- 1954年5月： 岐阜県立医科大学と改称。
  - 附属病院を岐阜県立医科大学附属病院と改称。
- 1955年3月： 旧制岐阜県立医科大学 最後の卒業。
- 1956年3月： 附属病院准看護婦養成所を廃止。
- 1959年5月： 旧制学位審査権を取得。
- 1960年11月： 新制大学院医学研究科の設置を申請。
- 1961年3月： 旧制岐阜県立医科大学、廃止。
  - 新制大学院医学研究科、設置認可 （開設は 5月）。
  - 岐阜県議会、岐阜県立医科大学の国立移管可決。
- 1962年4月： 医学進学課程を設置。
- 1962年7月： GM会 （後援会）、国立移管要望書を文部大臣に提出。
  - 岐阜・兵庫・山口 3県立大学国立移管促進協議会開催。
- 1962年8月： 文部政務次官より、1964年度移管の意向が伝えられる。
- 1963年7月： 国立移管申請書を提出。
- 1963年9月： 文部省、岐阜大学・神戸大学・山口大学への医学部開設 （3県立大学の移管） を正式発表。
- 1964年3月27日： 国立学校設置法一部改正により、岐阜大学医学部設置公布 （4月開設）。
  - 岐阜県立医科大学の国立移管による設置。
- 1964年7月： 内科学第二教授人事で紛争発生。岐阜大学学長裁定で収拾。
- 1966年4月： 岐阜県立高等看護学院を岐阜県立医科大学附属看護学校に改称。
- 1967年6月： 附属病院を移管、岐阜大学医学部附属病院となる。
  - 附属看護学校も国立移管 （後の岐阜大学医療技術短期大学部、現・医学部看護学科）。
- 1971年3月： 移管完了。

## 歴代校長・学長
旧制岐阜県立女子医学専門学校
- 校長事務取扱： 山口新平 （1943年12月 - 1944年5月）
- 校長： 山口新平 （1944年5月 - 1950年3月死去）
- 校長事務取扱： 望月周三郎 （1950年3月 - 1950年3月）
- 校長： 杉原徳行 （1950年3月 - 1951年3月）

旧制岐阜県立医科大学
- 学長事務取扱・予科長： 山口新平 （1947年6月 - 1950年3月死去）
- 予科長事務取扱： 望月周三郎 （1950年3月 - 1950年3月）
- 予科長・医学部長： 杉原徳行 （1950年3月 - 1951年3月）

岐阜医工科大学
- 学長事務取扱： 山口新平 （1949年4月 - 1949年8月）
- 学長： 望月周三郎 （1949年8月 - 1950年3月）

岐阜県立大学
- 学長： 望月周三郎 （1950年3月 - 1952年9月）
- 学長： 後藤基幸 （1952年9月 - 1954年5月）

新制岐阜県立医科大学
- 学長： 後藤基幸 （1954年5月 - 1956年6月休職・1957年2月退職）
  - 学長事務心得： 三宅儀 （1956年6月 - 1957年5月）
- 学長： 高森時雄 （1957年5月 - 1960年5月）
- 学長： 岡田強 （1960年5月 - 1966年5月）

## 校地
校舎
旧制岐阜県立女子医専の開設当初は、岐阜市本荘町 （雲雀ヶ丘） にあった県立岐阜高等女学校 （現・県立岐阜高等学校） の校舎を使用した。1945年2月、岐阜市本郷町に新校舎が完成し移転したが、7月の空襲で校舎を失い、岐阜公園内武徳殿を使用した。1947年2月、岐阜市北野町に校舎が完成し、仮校舎から移転した。北野校地は後身の岐阜県立医科大学 （一時、岐阜医工科大学・岐阜県立大学と改称）・岐阜大学医学部に引き継がれた。岐阜大学医学部は2004年6月までに柳戸キャンパスに統合移転し、旧北野町校地は岐阜県立岐阜盲学校が使用している。
附属病院
附属病院は、岐阜県公立病院時代の 1876年以来、岐阜市司町の土地を使用し続けた。後身の岐阜大学医学部附属病院は 2004年6月、柳戸キャンパスに統合移転した。

## 関連書籍
- 岐阜大学医学部創立50周年・同附属病院創立120周年記念事業実行委員会記念誌部会（編）　『岐阜大学医学部50年史・附属病院120年史』　岐阜大学医学部・附属病院、1994年10月。